# Marytė Melnikaitė
Marytė o Marija Melnikaitė (Zarasai, 18 de marzo de 1923-cerca de Kaniūkai, 13 de julio de 1943) fue una partisana soviética y la única mujer lituana galardonada con el título de Héroe de la Unión Soviética. Después de su muerte se le dedicaron muchas obras, entre ellas una película y una ópera, además varias calles de distintas ciudades de la antigua Unión Soviética (incluidas Tiumén, Minsk, Alma Ata, Shymkent) todavía llevan su nombre.

## Biografía
Marytė Melnikaitė nació el 18 de marzo de 1923 en la localidad de Zarasai, en la actual Lituania, en el seno de una familia formada por una madre rusa y padre polaco. Tenía otros cuatro hermanos y los padres tuvieron que aceptar diversos trabajos para poder mantener a una familia tan numerosa. Se mudaron con frecuencia en busca de trabajo. Melnikaitė completó la escuela primaria en Rokiškis y comenzó a trabajar en la confitería Avanti a los 14 años de edad y estudió costura. En 1940, después de que Lituania fuera anexada por la Unión Soviética, Melnikaitė se unió al Komsomol y comenzó las clases nocturnas. Su padre no aprobaba sus actividades en el Komsomol, que incluían cantar en un coro.

### Segunda Guerra Mundial
Después de la invasión alemana de la Unión Soviética, Melnikaitė, junto con otros miembros del Komsomol, fue evacuada a Rusia, donde consiguió un trabajo en una planta de máquinas herramienta en Tiumén. En julio de 1942, se unió al Ejército Rojo (16.ª División de Fusileros) y fue enviada a una escuela de saboteadores en Balakhna. En mayo de 1943, terminó los estudios y junto con otros 35 partisanos (incluidas otras dos mujeres) fueron transportados en avión al raíon de Rasony en la RSS de Bielorrusia. Desde allí, tuvieron que viajar a pie hasta el cuartel general de los partisanos en los bosques cerca de Kaziany. Melnikaitė y algunos otros fueron asignados a su nativa localidad de Zarasai, donde se unió al grupo partisano soviético conocido como Kęstutis bajo el seudónimo de Ona Kuosaitė.
La vida como partisana de Melnikaitė duró menos de dos meses. Según fuentes soviéticas participó en numerosas operaciones de sabotaje incluido el descarrilamiento de trenes alemanes con equipo militar, volaron almacenes, asaltaron guarniciones enemigas, quemaron haciendas y granjas incautadas por los colonos nazis. En julio de 1943, ella y otros partisanos fueron enviados en una misión para traer más armas a los partisanos soviéticos que operaban en Bielorrusia. Los habitantes locales vieron al grupo cerca del lago Apvardai en el raión de Ignalina y llamaron a la policía colaboracionista lituana. El 8 de julio de 1943, durante el tiroteo que siguió, varios partisanos murieron. Hay evidencia confiable de un solo policía (Igoris Kazanas) que fue muerto por los partisanos. Melnikaitė y un hombre (probablemente Fatėjus Sapožnikovas) fueron capturados y su custodia fue transferida a la Gestapo alemana. Después de cinco días de torturas, les asesinaron en el cementerio de la aldea de Kaniūkai. Dado que la familia de Melnikaitė no fue reprimida mientras que las familias de Sapožnikovas y de otros partisanos fueron asesinadas o arrestadas, es probable que Melninkaitė no revelara su verdadera identidad. Fue enterrada en la orilla del lago Zarasai.
Por el desempeño ejemplar de las misiones de mando de combate detrás de las líneas enemigas, Marytė Melnikaitė recibió póstumamente el título de Héroe de la Unión Soviética por decreto del Presídium del Sóviet Supremo de la URSS el 22 de marzo de 1944.
Su historia fue olvidada y redescubierta en la primavera de 1944 cuando Motiejus Šumauskas, líder de los partisanos soviéticos lituanos, buscó una versión lituana de la famosa heroína soviética Zoya Kosmodemiánskaya. La muerte de la joven de solo veinte años fue utilizada por la propaganda soviética, que exageró sus deberes, logros y circunstancias de su muerte. Por ejemplo, en marzo de 1944, el líder de la RSS de Lituania, Antanas Sniečkus, escribió en el diario Tiesa que el tiroteo duró un día y que Melnikaitė mató personalmente a siete policías, resultó gravemente herida, intentó suicidarse con una granada e incluso después de una brutal tortura no traicionó a sus compañeros partisanos. Su primer biógrafo,el poeta, periodista y traductor lituano Antanas Venclova, admitió más tarde en sus memorias que solo le dieron algunos datos básicos (nombre, fechas de nacimiento y muerte, y algunas palabras sobre las circunstancias de su muerte) y una fecha límite de la mañana siguiente para escribir su heroica biografía. Hasta 1965, cuando se descubrieron documentos que probaban que había sido fusilada, sus biógrafos afirmaban que fue ahorcada públicamente y que sus últimas palabras elogiaron a la RSS de Lituania y al camarada Stalin.

## Condecoraciones y reconocimientos
- Héroe de la Unión Soviética
- Orden de Lenin

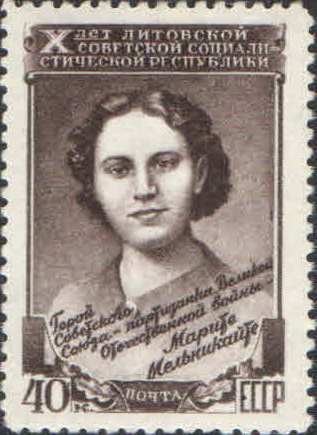
Sello postal soviético de 1950 con melunikita

La vida y la muerte de Melnikaitė fueron glorificadas por los medios soviéticos. En marzo de 1944, Antanas Sniečkus describió su heroica lucha en el periódico Tiesa (La Verdad). Antanas Venclova le dedicó su ensayo de 1944 Tarybų Sąjungos Didvyrė Marija Melnikaitė (Héroe de la Unión Soviética Marija Melnikaitė). Ese mismo año, fue la única lituana en ser honrada con el título de Héroe de la Unión Soviética. En 1947, el estudio Mosfilm, con la participación de actores lituanos y del director V.P. Stroeva, filmó el largometraje Marite basado en un guion de F.F. Knorre, en el que debutó Donatas Banionis en un pequeño papel. En 1953 se estrenó la ópera Marytė de Antanas Račiūnas en el Teatro Nacional de Ópera y Ballet de Lituania. Además se la dedicaron varios poemas.
El Monumento a Melnikaitė del escultor Robertas Antinis fue erigido en Druskininkai en 1952 y ahora se encuentra en el parque Grūtas. Asimismo, el Monumento Zarasai Melnikaitė de Juozas Mikėnas (1955) ahora se encuentra en el parque Grūtas. también se le dedicaron varias exposiciones en el Museo Regional de Zarasai (ahora cerrado). En Tiumén hay placas conmemorativas en la calle Melnikaitė y en la antigua planta mecánica. Además se nombraron varias calles en su honor en ciudades como Minsk, Almaty y Shymkent. Una empresa textil llevaba el nombre de Melnikaitė en Utena hasta 1995. La primera granja colectiva de la República Socialista Soviética de Lituania en Dotnuva y otras granjas colectivas también recibieron su nombre.

### Listas relacionadas
- Lista de Heroínas de la Unión Soviética